# Copa Pilsener de fútbol playa 2016
La Copa Pilsener de Fútbol Playa 2016 fue la cuarta edición del torneo avalado por Beach Soccer Worldwide (BSWW) que se desarrolló del 24 al 26 de marzo en La Paz (El Salvador), El Salvador. Los equipos participantes fueron las selecciones nacionales  de El Salvador, Estados Unidos, Portugal (vigente campeón del mundo) y Argentina.

## Equipos participantes
| Equipos participantes | Equipos participantes | Equipos participantes | Equipos participantes |
| --------------------- | --------------------- | --------------------- | --------------------- |
| Argentina             | Estados Unidos        | Portugal              | El Salvador           |

## Sistema de competencia
El torneo se llevó a cabo bajo el sistema de todos contra todos; todos los participantes del torneo se enfrentaron entre ellos en una oportunidad. 
El ganador fue el que al final de haber jugado los tres partidos correspondientes logró mayor número de puntos.

## Posiciones
| Equipo         | Pts | PJ | PG | PG+ | PP | GF | GC | Dif |
| -------------- | --- | -- | -- | --- | -- | -- | -- | --- |
| Portugal       | 9   | 3  | 3  | 0   | 0  | 14 | 4  | +10 |
| El Salvador    | 6   | 3  | 2  | 0   | 1  | 14 | 9  | +5  |
| Argentina      | 1   | 3  | 0  | 1   | 2  | 6  | 16 | -10 |
| Estados Unidos | 0   | 3  | 0  | 0   | 3  | 6  | 11 | -5  |

## Calendario y resultados
| 24 de marzo | Portugal | 6-0 | Argentina |  |  |

| 24 de marzo | El Salvador | 4-2 | Estados Unidos |  |  |

| 25 de marzo | Portugal | 4-1 | Estados Unidos |  |  |

| 25 de marzo | El Salvador | 7-3 | Argentina |  |  |

| 26 de marzo | Argentina | 3-3 (5-4 Pen.) | Estados Unidos |  |  |

| 26 de marzo | El Salvador | 3-4 | Portugal |  |  |

## Goleadores
| Jugador          | Goles |
| ---------------- | ----- |
| Jordan Santos    | 4     |
| Frank Velasquez  | 3     |
| Agustín Ruíz     | 2     |
| Herbert Ramos    | 2     |
| Melvin segovia   | 2     |
| Belchior         | 2     |
| Bruno Novo       | 1     |
| Zé Maria         | 1     |
| Joao Saraiva     | 1     |
| Bernardo Satntos | 1     |